# 891

## Починали
- 14 септември – Стефан VI, римски папа